# Scandale autour d'Éva
Pour plus de détails, voir Fiche technique et Distribution.
Scandale autour d’Éva (titre original : Skandal um Eva) est un film allemand réalisé par Georg Wilhelm Pabst, sorti en 1930. Il s'agit du premier film parlant du réalisateur.

## Synopsis
Éva, enseignante dans une ville de province, découvre que son fiancé, l'instituteur Kurt Hiller, a déjà un fils âgé de quatre ans et qu'il ne vit pas avec lui. Sous le prétexte de partir se reposer, Éva se rend en cachette de Kurt chez les parents nourriciers du petit Gustav, bien décidée à faire sa connaissance. Elle revient à la ville avec Gustav et déclenche une série de malentendus. 

## Fiche technique
- Titre original : Skandal um Eva
- Titre français : Scandale autour d’Éva
- Réalisateur : Georg Wilhelm Pabst, assisté d'Herbert Rappaport et Marc Sorkin
- Scénariste : Friedrich Raff, Julius Urgiß
- Production : Seymour Nebenzahl, Henny Porten, Wilhelm von Kaufmann
- Musique originale : Giuseppe Becce
- Photographe de plateau : Hans Casparius[1]
- Photographie : Fritz Arno Wagner
- Montage : Wolfgang Loe Bagier et Marc Sorkin
- Couleur : noir et blanc
- Son : oui
- Durée : 96 min
- Pays de production : Allemagne  République de Weimar
- Date de sortie : 
  - Allemagne : 13 juin 1930

## Distribution
- Eva Rüttgers : Henny Porten
- Kurt Hiller : Oskar Sima
- Professeur Hagen : Paul Henckels
- Vulpius : Adele Sandrock
- Käte Brandt : Käte Haack
- Lämmerberg : Fritz Odemar
- Schlotterbeck : Claus Clausen